# Gagaga Bunko
Gagaga Bunko (ガガガ文庫?) es una imprenta editorial de novelas ligeras afiliada a la compañía editorial japonesa Shōgakukan. Fue establecida el 24 de mayo de 2007. La imprenta está dirigida a un público masculino, mientras que su imprenta hermana que se estableció al mismo tiempo, "Lululu Bunko", está dirigida a un público femenino. En mayo de 2008, Shōgakukan introdujo una impresión separada titulada "Gagaga Bunko R" o "Gagaga Bunko Revival", que republica las obras de la etiqueta desaparecida "Super Quest Bunko".

## Obras sobresalientes publicadas por Gagaga Bunko
- Black Lagoon
- Bokurano
- Busou Shinki
- Freedom Project
- Hayate no Gotoku!
- Imōto Sae Ireba Ii.
- Jinrui wa Suitai Shimashita
- Kami nomi zo Shiru Sekai
- Koi to Senkyo to Chocolate
- Ōkami Kakushi
- Project Qualidea
- Sasami-san@Ganbaranai
- Shichisei no Subaru
- Shimoneta to Iu Gainen ga Sonzai Shinai Taikutsu na Sekai
- Tengen Toppa Gurren-Lagann
- Toaru Hikūshi e no Koiuta
- Yahari Ore no Seishun Love Come wa Machigatteiru
- Zettai Karen Children